# Personal Printer Data Stream
Personal Printer Data Stream (PPDS; deutsch Persönlicher Druckdatenstrom) ist eine proprietäre Seitenbeschreibungssprache für IBM-Drucker. PPDS fasst dabei sowohl Inhalt als auch Druckersteuerungsbefehle in einem bidirektionalen Kommunikationsprotokoll zusammen. PPDS gibt es in unterschiedlichen, abwärtskompatiblen Versionen („Levels“) seit seiner Markteinführung 1981.
PPDS ist heute (Stand: 2010) von den moderneren Protokollen IPDS und PCL abgelöst worden. Es wird vereinzelt in bestehenden Anwendungen („Legacy-Anwendungen“) noch verwendet. 
Mit Ausnahme von einigen Epson-Modellen unterstützen aktuelle Drucker dieses Protokoll nicht mehr. Auch bei aktuellen Lexmarkdruckern wird PPDS unterstützt. 